# Дайер, Киано
Киано Дайер (англ. Kiano Dyer; родился 21 ноября 2006) — английский футболист, полузащитник клуба «Челси».

## Клубная карьера
Киано Дайер начинал заниматься футболом в клубе «Вест Бромвич Альбион», а в 2021 году попал в академию «Челси». В декабре 2023 года подписал свой первый профессиональный контракт с клубом. 12 декабря 2024 года дебютировал за основную команду «синих», выйдя на замену в матче общего этапа Лиги конференций против «Астаны».

## Карьера в сборной
Выступал за сборные Англии до 16, до 17, до 18 и до 19 лет.